# イリア・チャヴチャヴァゼ大通り
イリア・チャヴチャヴァゼ大通り（ジョージア語: ილია ჭავჭავაძის გამზირი、英語: Ilia Chavchavadze Avenue）は、トビリシの主要な大通りの一つで、作家のイリア・チャヴチャヴァゼにちなんで名付けられた。この大通りは、トビリシのヴァケ地区のクラ川の右岸に位置し、メリキシュヴィリ大通りとルスタヴェリ大通りに連結している。1935年から1957年にかけては、東洋学者ニコロズ・マリ（ロシア語名: ニコライ・マル）にちなんでニコロズ・マリ大通り（ニコライ・マル大通り）と呼ばれていた。
2023年6月15日、在ジョージア日本国大使館がイリア・チャヴチャヴァゼ大通りに移転した。

## ギャラリー

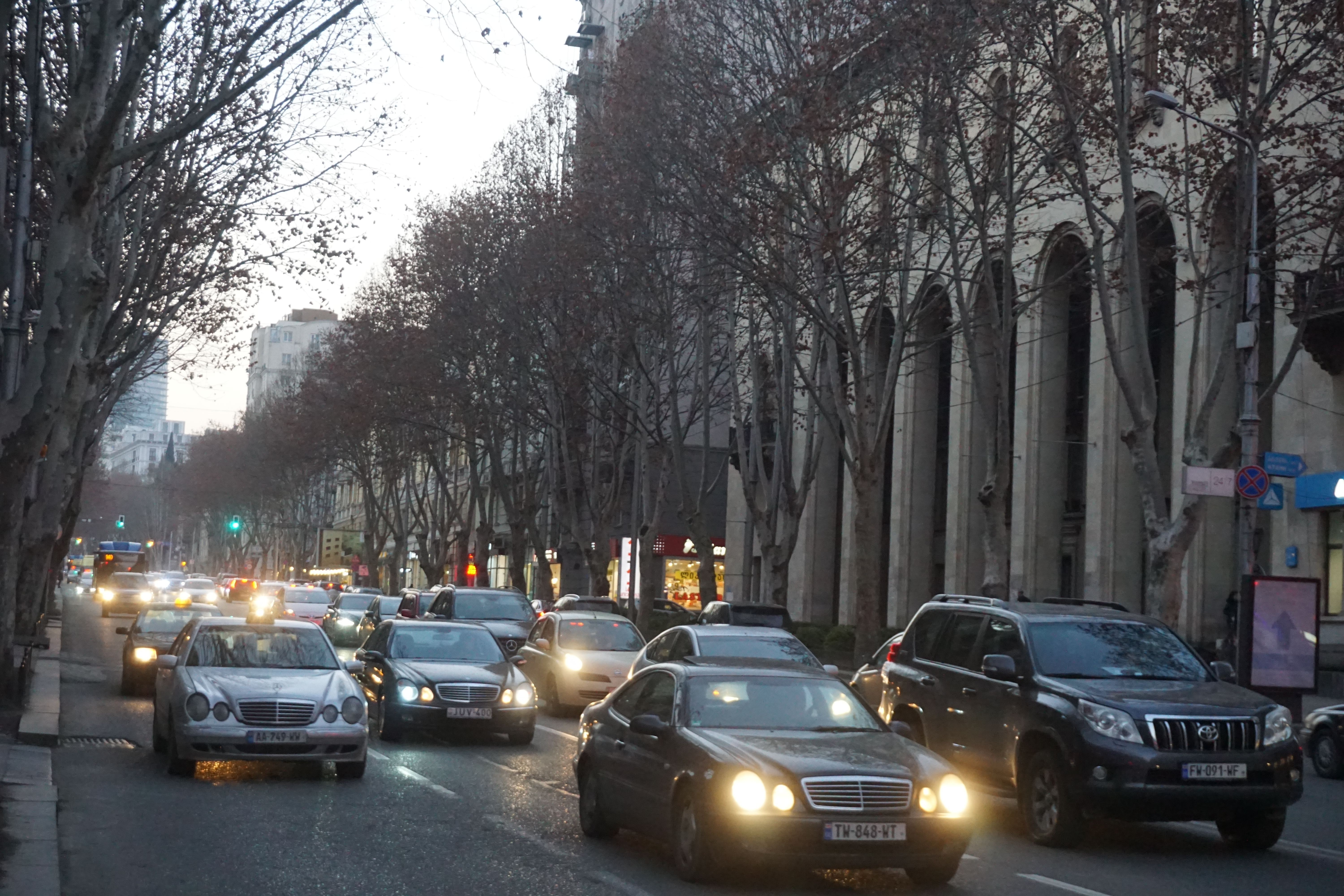
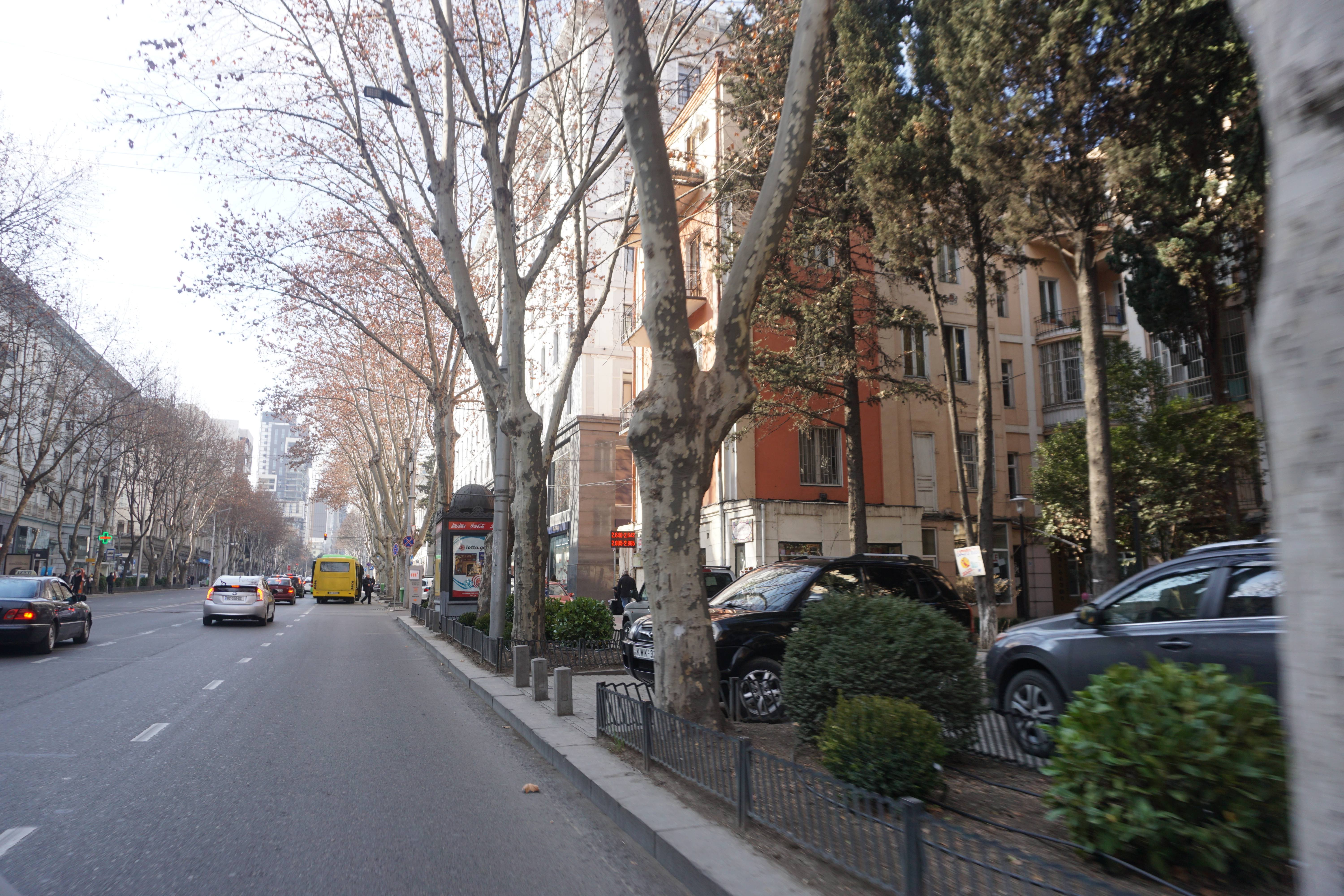
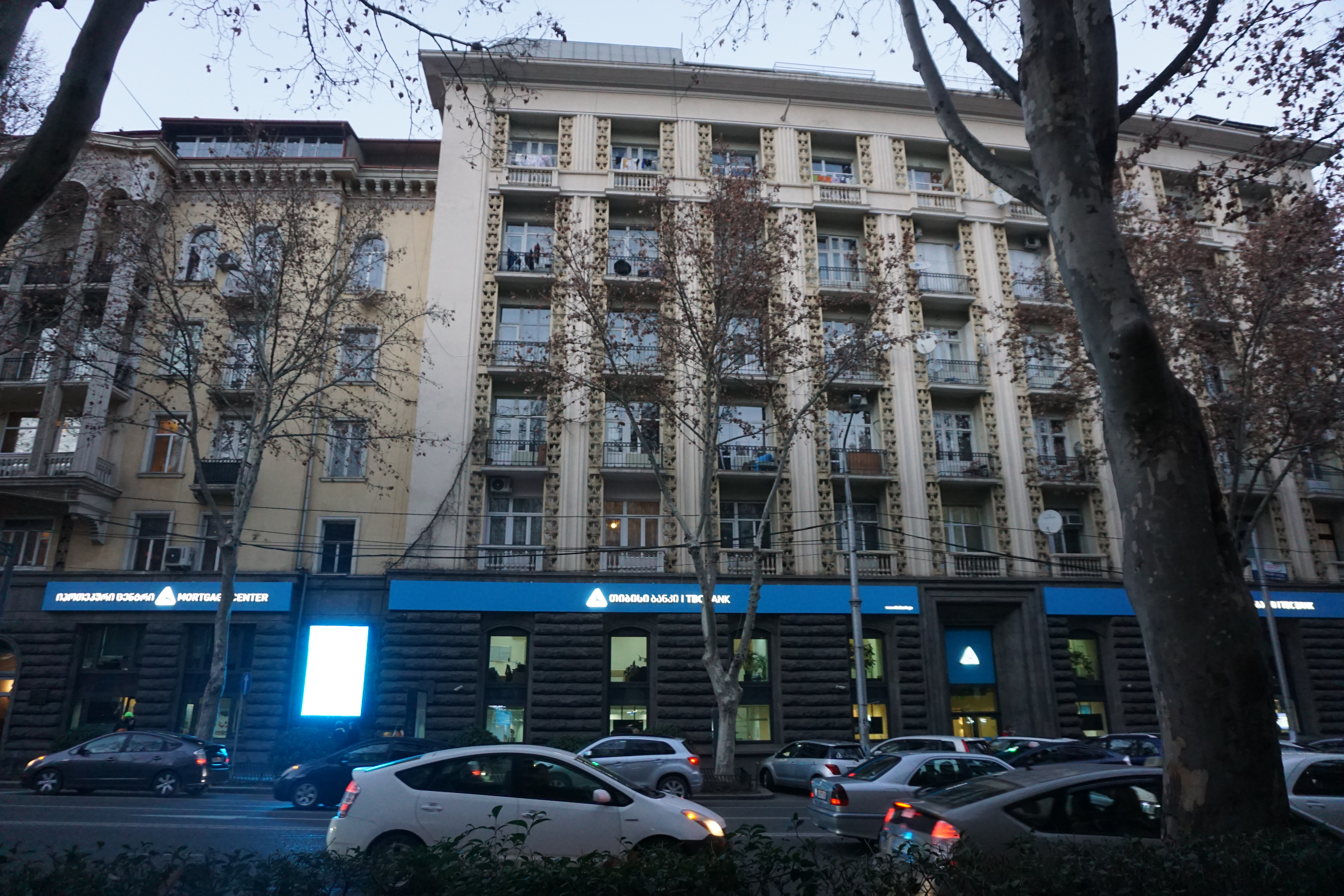